# Стоян Гайгуров
Стоян Гайгуров е български учител и духовник, деец на Българското възраждане в Източна Македония, свещеноиконом.

## Биография
Роден е в 1847 година в сярското градче Долна Джумая, тогава в Османската империя, днес Ираклия, Гърция. Учи в Долна Джумая и в Солун, след което учителства в Долни Порой. Заради българското си самосъзнание на 31 декември 1884 година е задържан и хвърлен в затвора, заедно с двама свещеници и тринадесет първенци от Сярско. Става протосингел на мелнишкия митрополит и активно се включва в борбата за самостоятелност на българската църква. От 1892 година е председател на българската община и архиерейски наместник на Българската екзархия в Мелник. На 19 март 1895 година в града е открит български параклис „Св. св. Кирил и Методий“, където Гайгуров води първата служба. През 1903 година по обвинение за връзки с ВМОРО е оъден на 15 години затвор. В затвора Еди куле в Солун прекарва две години и половина и се освобождава чрез голям откуп.
В 1906 година е председател на Мелнишката българска община. Арестуван е по подозрение за връзки с Мелнишката революционна организация, с чието управление заедно е назначавал учители. По-късно е освободен от Солунския извънреден съд.
Убит е край Мелник по време на Балканската война на 14 октомври 1912 година от отстъпващите турски войски.
Гайгуров е баща на просветния деец Борис Гайгуров и на инженера Никола Гайгуров.